# 石马山街道
石马山街道，原为石马山镇，是中华人民共和国湖南省娄底市涟源市下辖的一个乡镇级行政单位。2019年7月26日， 撤销石马山镇，将石马山镇辖区内的马家境、新中、张家湾、小冲、紫花、排掌、井泉、扶胜、石桥、培元、李家龙、青烟、龙峰、胜泉、桅子、回龙江、竹檀、柏杨、人和新村、东轩、马头山、长车等22个建制村和黄山、双河、荷花、石梅4个社区组建成石马山街道，将石马山镇辖区内的拖坪、黄栗、石门新村、古泉、湖泉、川门、关桥、双力、雷峰、塘冲、温江等11个建制村和桥头河镇辖区内的大水、中石、石狗、曹家、新光等5个建制村组建成湖泉镇。

## 行政区划
石马山街道下辖以下地区：
梅园社区、黄山社区、双河社区、荷花社区、乌鸡坝村、新中村、马家境村、石梅村、青烟村、张家湾村、唐家冲村、小冲村、青铜村、紫花村、排洲村、排掌村、杨岭村、井泉村、幸福村、源头冲村、石桥村、培元村、崩石村、李家垅村、建光村、集丰村、龙埠村、满水村、扶胜村、大丰村、群英村、群雄村、石门村、朱泉村、古台村、龙江村、董家村、相车村、鸟溪村、山滔村、桂新村、木灵村、东轩村、马头山村、飞仙村、双车村、长车村、麦冲村、应山村、新合村、团结村、楠木村、紫溪村、白杨村、桅子村、回龙江村、四甲村、群先村和群联村。